# Mühbrook
Mühbrook ist eine Gemeinde am Einfelder See und in Nähe des weiter östlich gelegenen Dosenmoores im Kreis Rendsburg-Eckernförde in Schleswig-Holstein.

## Geographie

### Geographische Lage
Das Gemeindegebiet von Mühbrook erstreckt sich im Westen des nordwestlichen Teilbereichs der naturräumlichen Haupteinheit Ostholsteinisches Hügel- und Seenland zwischen dem Bordesholmer See im Norden und dem Einfelder See im Süden. Im nördlichen Bereich des Gemeindegebiets liegt der See Mühbrooker Meer.

### Gemeindegliederung
Neben dem Dorf gleichen Namens befinden sich auch die Häusergruppen Hohenhorst und An der Bundesstraße 4 sowie Tökshorst als weitere Wohnplätze im Gemeindegebiet.

### Nachbargemeinden
Unmittelbar angrenzende Gemeindegebiete von Mühbrook sind:
|          | Hoffeld                                     | Bordesholm |
| Schönbek | Kompassrose, die auf Nachbargemeinden zeigt |            |
|          | Neumünster (Stadtteil Einfeld)              |            |

## Geschichte
Das Dorf Muthebroge wurde 1238 erwähnt, als Adolf IV. (Schauenburg und Holstein) die Zehnten dem Kloster Neumünster verlieh.

## Politik

### Gemeindevertretung
Bei der Kommunalwahl am 14. Mai 2023 wurden insgesamt neun Sitze vergeben. Diese fielen erneut alle an die Kommunale Wählergemeinschaft Mühbrook. Die Wahlbeteiligung betrug 67,0 %.

### Wappen
Blasonierung: „Im Wellenschnitt von Silber und Blau geteilt. Oben der rote Giebel eines Bordesholmer Bauernhauses zwischen zwei grünen Eichenblättern, unten ein übereck gestellter, mit der Deichsel nach vorn weisender zweirädriger silberner Karren.“

## Wirtschaft
Von einem landwirtschaftlich geprägten Ort hat sich Mühbrook aufgrund der Nähe zu Neumünster stark gewandelt, Wohnen und Gewerbe sind heute in Mühbrook vorherrschend. Daher wurde der Ort 1998 für eine Dorfentwicklungsplanung vorgeschlagen. Aufgrund dieser Planung wurde das Gewerbegebiet Tökshorst eingerichtet.

## Naherholung
Im Rahmen des Leitbilds „sanfter Tourismus und Naherholung“ wurde die Mühbrooker Bucht des Einfelder Sees umgestaltet und der Öko-Kultur-Pfad „die Einfelder Sehpunkte“ um den See herum angelegt. Weiterhin wurde eine Freizeitfläche an der ehemaligen Dorfschule eingerichtet und um den Einfelder See ein Rad- und Wanderweg ausgebaut.
Mühbrook hat eine Pumptrack-Anlage (Lage).

## Bilder

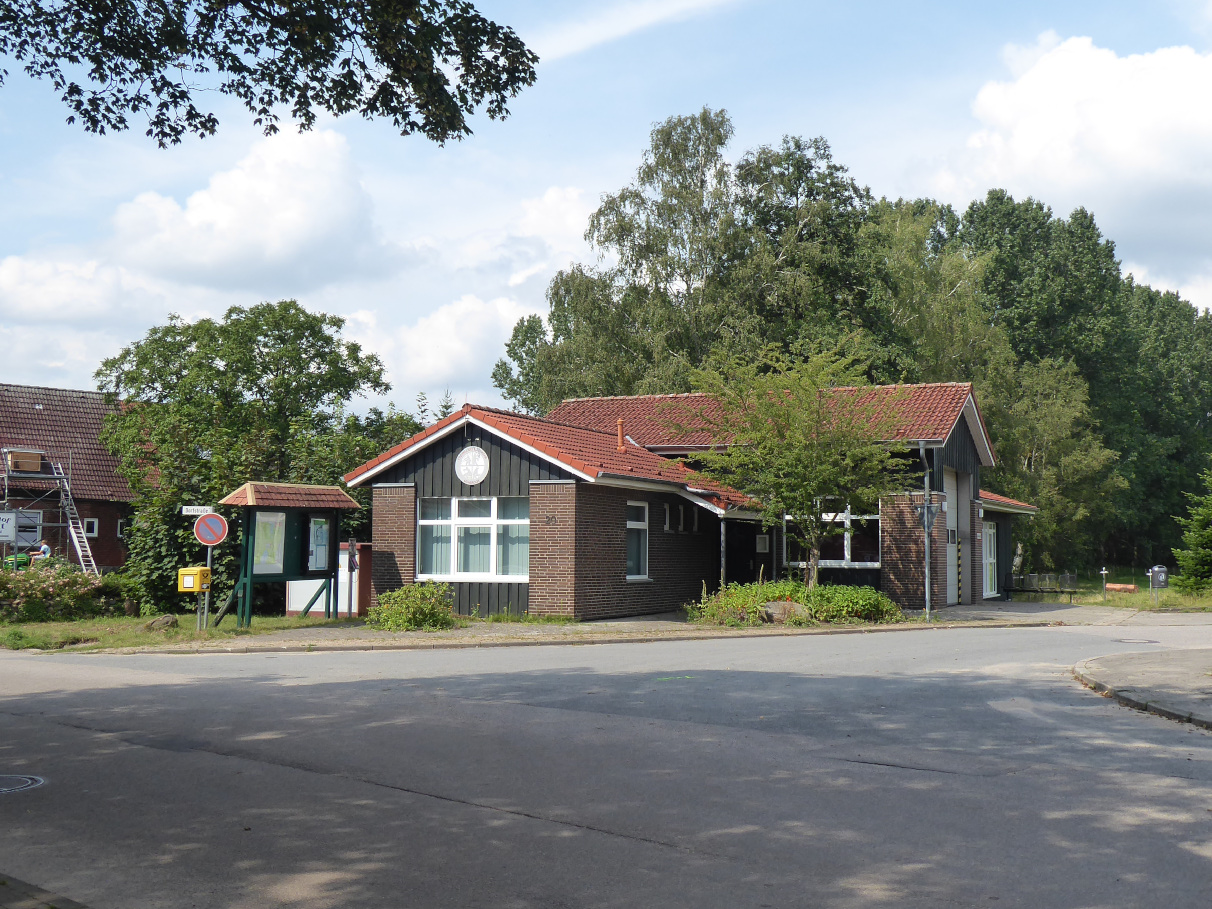
Feuerwehrhaus
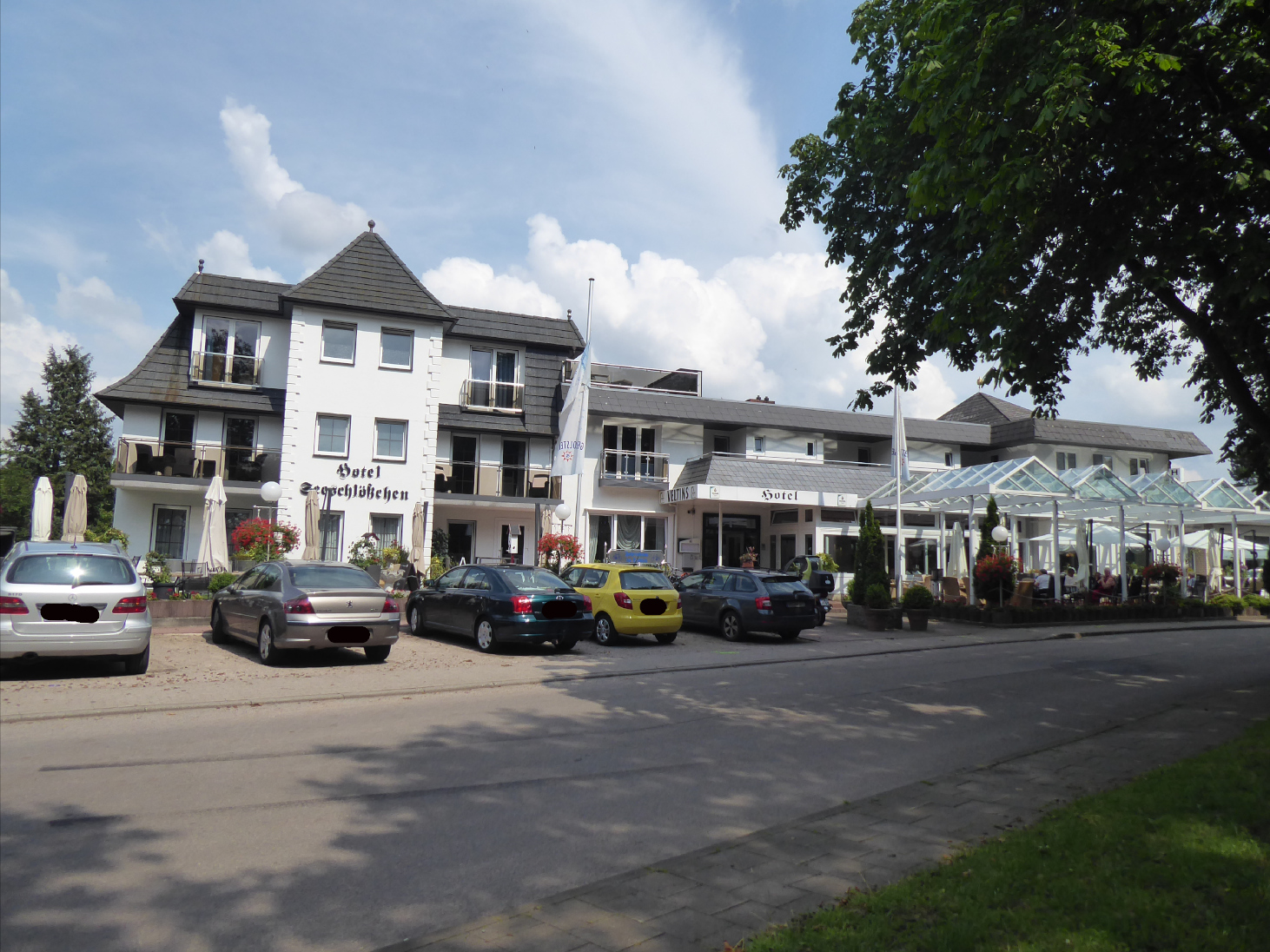
Hotel Seeschlösschen
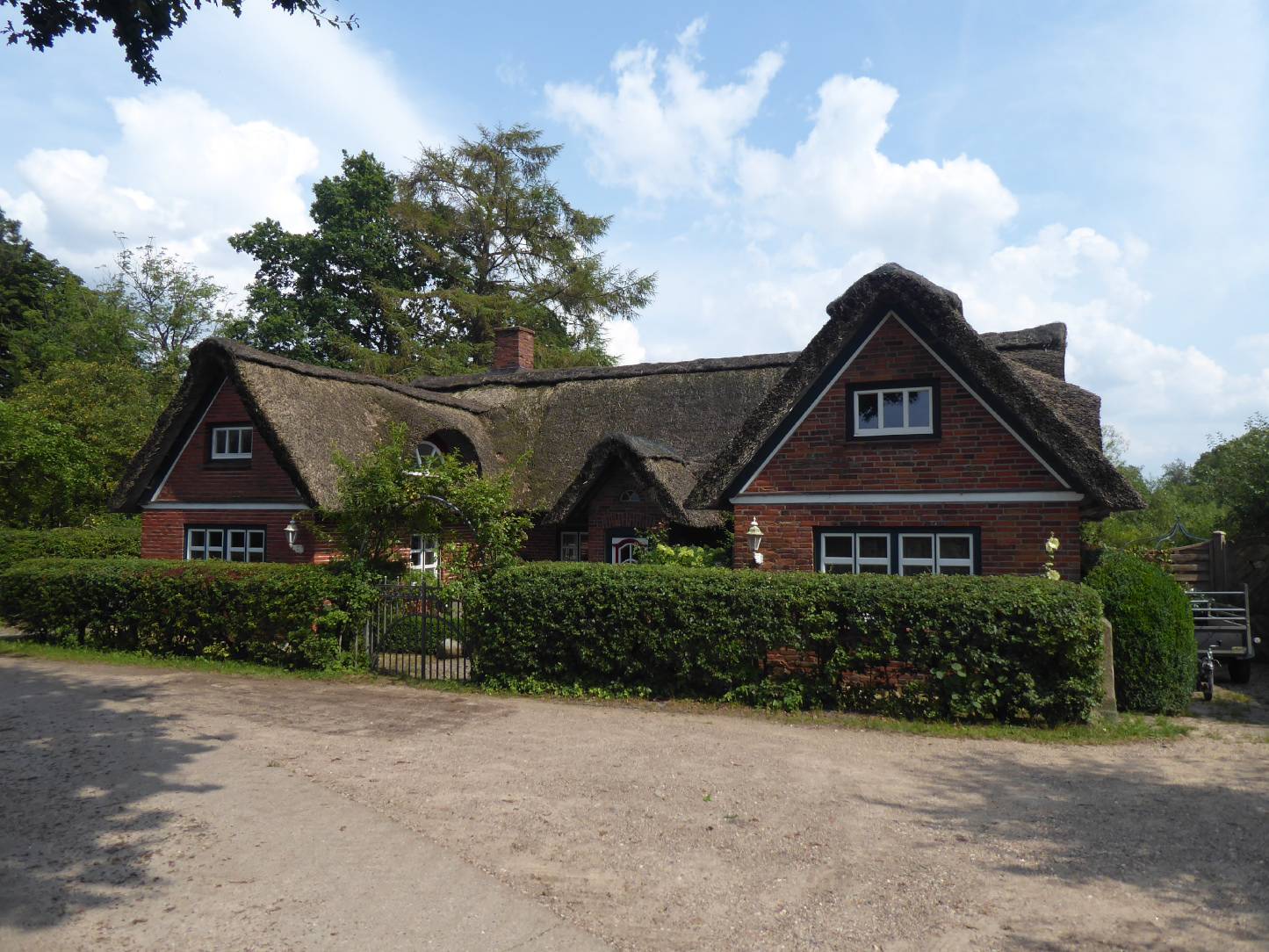
Bürgermeisterhaus
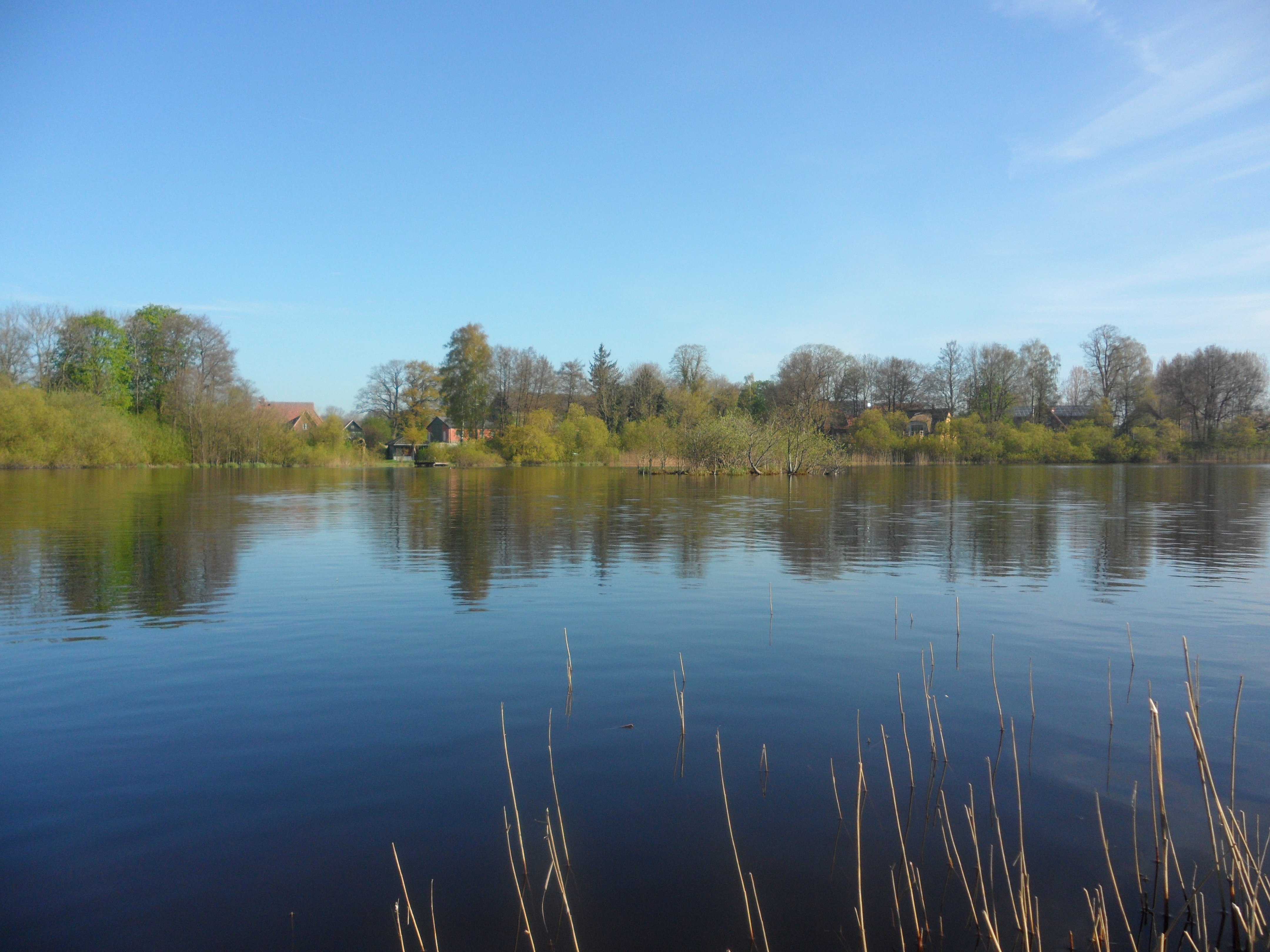
Mühbrook und die Mühbrooker Bucht vom Einfelder See aus gesehen